# 情意拳拳
《情意拳拳》是一部由黃子華、應采兒領銜主演的香港電影。同时也是香港首部以「猜枚」為題材的電影。

## 劇情
猜拳，是一個猜心的遊戲。猶如愛情，沒有必勝秘籍，也沒有方程式去捉摸對手，要贏，就只有全情投入地猜。

故事講述一個晚上，補習天后Vivian(應采兒飾)在酒吧里遺失了男朋友Jason(安志傑飾)，還有被猜枚天后Mango(吳天瑜飾)傷害而遺失了尊嚴。
她決定靠雙手贏回一切，因為她深信：Nothing is Impossible!

她接觸到猜拳的奇妙世界及其千變萬化，頓時火速迷戀。更重要是她遇上一個男人，一個開懷樂觀，令人忘憂的“鬥龜堡掌門人”亞龜(黃子華飾)

## 演員表

### 主要角色
| 演員   | 角色   | 關係                                                                                      | 簡介 | 暱稱                                                                     |
| 黃子華 | 亞龜   | 鬥龜堡堡主 Macy之前夫 龜仔之生父 Mango之前搭檔 Vivian之男友                               | 本為兩屆猜枚金腰帶盟主（但金腰帶趁亂被Mango拿走） 2006屆酒吧聯賽冠軍盃金腰帶盟主 擅長猜枚但不擅長玩骰盅 帶Mango入行但被Mango背叛        | 鬥龜俠侶 鬥龜掌門人 「單蹄馬」（Mango專用）                              |
| 應采兒 | Vivian | 先為補習天后，後為鬥龜堡股東和頭牌拳手 Jason之前未婚妻兼高中同學 Mango之前情敵 亞龜之女友 | 2006屆酒吧聯賽冠軍盃金腰帶盟主 會考考獲八個「A」的補習天后 本與Jason結婚，但因對方出軌而分手 向亞龜拜師學藝學習猜拳 擅長骰盅 不擅長喝酒 | 補習天后 鬥龜俠侶 骰魔 鬥龜俏拳手 Miss Vivian Siu 酒吧老闆娘（亞龜專用） |
| 安志傑 | Jason  | Vivian前未婚夫兼高中同學 Mango之男友 亞龜之前搭檔                                         | 新人律師 本與Vivian結婚，但因出軌Mango而分手                                                                                            | 律政新人王                                                               |
| 吳天瑜 | Mango  | Jason之女友 前鬥龜堡頭牌拳手 亞龜之前搭檔 絕情吧老闆                                      | Jason與Vivian之間的第三者 兩屆猜枚金腰帶盟主（趁亂拿走金腰帶） 背叛亞龜自立絕情吧                                                       | 絕情雙嬌 猜枚天后                                                        |

### 其他角色
| 演員       | 角色       | 關係                                       |
| 李彩寧     | Bibi       | 鬥龜堡拳手                                 |
| 徐自賢     | Cici       | 鬥龜堡拳手                                 |
| 張同祖     | 校長       | Vivian之上司                               |
| 林盛斌     | Willy      | 第八屆2006酒吧聯賽冠軍盃主持人             |
| 田啟文     | 九哥       | 一吐豆漿鋪之老闆，十年前是拳神，飛叔好友   |
| 梁家仁     | 飛叔       | Vivian之父                                 |
| 林國斌     | 威利       | 鬥龜堡之紅棍，兼職酒保                     |
| 陳家和     | 龜仔 Louis | 亞龜和Macy之子                             |
| 李英杰     | 無敵       | 拳術高手，雖然拳爛但自信勇氣高人一等       |
| 威利       | 石警長     | 控告龜仔疑似用球踢死一隻鳥                 |
| 呂潔       | Macy       | 亞龜之前妻 龜仔之生母                      |
| 林威       | 龍叔       | 亞龜之契爺，拳術高手                       |
| 梁小熊     | 裁判       | 冠軍杯決賽之裁判                           |
| 盧希萊     | Lola       | 冠軍杯參賽選手，總決賽敗於鬥龜俠侶後被換下 |
| 楊仲恩     | 燒炭夫     | 冠軍杯參賽選手，準決賽敗於鬥龜俠侶         |
| 植敬文     | 燒炭妻     | 冠軍杯參賽選手，準決賽敗於鬥龜俠侶         |
| 邵傳勇     | 師奶殺手A  | 冠軍杯參賽選手，準決賽敗於絕情雙嬌         |
| 何啟南     | 師奶殺手B  | 冠軍杯參賽選手，準決賽敗於絕情雙嬌         |
| 樋口明日嘉 | 嬌娃A      | 冠軍杯參賽選手，復賽敗於鬥龜俠侶           |
| 李思蓓     | 嬌娃B      | 冠軍杯參賽選手，復賽敗於鬥龜俠侶           |
| 王合喜     | 留學竹星A  | 冠軍杯參賽選手，復賽敗於燒炭夫妻           |
| 葉山豪     | 留學竹星B  | 冠軍杯參賽選手，復賽敗於燒炭夫妻           |
| 鍾發       | 叔父孖寶A  | 冠軍杯參賽選手，復賽敗於絕情雙嬌           |
| 馮國輝     | 叔父孖寶B  | 冠軍杯參賽選手，復賽敗於絕情雙嬌           |
| 關浩揚     | 路人學生   | Vivian之學生                               |